# 卜伝流
卜伝流（ぼくでんりゅう）は、塚原卜伝を開祖とする武術の流派。同じく塚原卜伝を開祖とする新当流の別名でもある。各地に様々な内容の卜伝流が存在した。

## 弘前藩に伝承された系統
弘前藩で伝えられた卜伝流は剣術で、その内容は鹿島新当流と全く異なる。この系統は、一刀流（梶派一刀流・小野派一刀流・中西派一刀流）、當田流と並んで、弘前藩三大剣術流派の一つであった。
流祖は塚原卜伝と伝えられ、卜伝より16代目の継承者、田中武平の弟子である中村次太夫によって、延宝年中（1673年-1680年）に弘前藩に伝えられたとされる。塚原卜伝の弟子、諸岡一羽の系統の流派であるが、一羽より田中武平までの伝承の経緯は不明である。弘前藩伝来以降の道統は明白で、中村次太夫から、弘前藩家老の棟方十左衛門、棟方作右衛門、さらに當田流剣術と林崎新夢想流居合の師範であった同藩与力の小山英貞が継ぎ、以降現代に至るまで小山家により継承されている。
明治期に設立された道場「北辰堂」において、剣道、小野派一刀流とともに現在も変わらず稽古が行われている。日本古武道協会にも加盟し演武を公開している。

## 松代藩に伝承した系統
この系統は墳原（つかはら）卜伝流と称し、剣術、槍術、腰廻（居合）、柔術等の総合武術であったが、松代藩では、剣術、槍術、柔術に分かれて、それぞれ別の師範に受け継がれた。この流派は松代藩の足軽階層に伝えられた。
明治以降、難波慎平が教授した卜伝流柔術（または腰廻）は、松代の墳原卜伝流と関連があるといわれている。この流儀は難波慎平の後を上野貴（神道天心流を創始）が継承した。
上野貴より佐藤金兵衛が卜伝流柔術を学んでおり、佐藤が開いた大和道に卜伝流柔術の技法が採り入れられている可能性がある。この他、上野貴の弟子だったこともある初見良昭も上野より卜伝流柔術を学んでいる。
現在、上野の孫弟子の甲斐国征が卜伝流柔術と卜伝流腰廻居合兵法の第21代宗家を称している。

## 水戸藩に伝承した系統
水戸藩で伝えられた卜伝流は、杖術、小太刀術、和（柔術）からなり、杖術と小太刀術は水戸藩の藩校「弘道館」で教授された。

## 伊勢に伝承した系統
伊勢に卜伝流鎖鎌が伝承されていた。
伝承によると北畠具教より伝わるものという。三重県松阪市に現在も伝承されている。

## 新庄藩に伝承した系統
新庄藩で伝えられた林崎夢想流居合術に卜伝流手裏剣術が併伝されている。
現在も山形県新庄市で林崎夢想流居合術とともに伝承されている。